# 1766
Перша наукова революція •  Просвітництво • Глухівський період в історії Гетьманщини •  Російська імперія

## Геополітична ситуація
Султаном Османської імперії є Мустафа III (до 1774). Під владою османів перебувають Близький Схід та Єгипет, Середземноморське узбережжя Північної Африки, частина Закавказзя, значні території в Європі: Греція, Болгарія та Сербія. Васалами османів є Волощина та Молдова.
Священна Римська імперія охоплює, крім німецьких земель, Угорщину з Хорватією, Трансильванію, Богемію, Північну Італію, Австрійські Нідерланди. Її імператор — Йосиф II (до 1790). Марія-Терезія має титул королеви Угорщини. Королем Пруссії є Фрідріх II (до 1786).
У Франції править Людовик XV (до 1774). Франція має колонії в Північній Америці та Індії. В Іспанії — Карл III (до 1788). Королівству Іспанія належать південь Італії, Нова Іспанія, Нова Гранада та Віцекоролівство Перу в Америці, Філіппіни. У Португалії королює Жозе I (до 1777). Португалія має володіння в Бразилії, в Африці, в Індії, в Індійському океані й Індонезії.
На троні Великої Британії сидить Георг III (до 1820). Британія має колонії в Північній Америці, на Карибах та в Індії. Північ Нідерландів займає Республіка Об'єднаних провінцій. Вона має колонії в Північній Америці, Індонезії, на Формозі та на Цейлоні. Король Данії та Норвегії — Кристіан VII (до 1808), який змінив Фредеріка V, на шведському троні сидить Адольф Фредерік (до 1771). На Апеннінському півострові незалежні Венеційська республіка та Папська область. Король Речі Посполитої — Станіслав Август Понятовський (до 1795). У Російській імперії править Катерина II (до 1796).
Україну розділено по Дніпру між Річчю Посполитою та Російською імперією. Лівобережна частина розділена на Малоросійську, Новоросійську та Слобідсько-Українську губернії. Нова Січ є пристановищем козаків. Існує Кримське ханство, якому підвладна Ногайська орда.
В Ірані фактично править династія Зандів при номінальному правлінні сефевіда Ісмаїла III.
Значними державами Індостану є Імперія Великих Моголів, Імперія Маратха. Зростає могутність Британської Ост-Індійської компанії. У Китаї править Династія Цін. У Японії триває період Едо.

## Події

### У світі
- 14 січня королем Данії став Кристіан VII.
- 20 січня бірманці почали облогу сіамського міста Аюттхая.
- 23 лютого зі смертю Станіслава Лещинського Барське і Лотаринзьке герцогства приєднані до Франції.
- 18 березня Британський парламент скасував Акт про гербовий збір, який викликав обурення в Тринадцяти колоніях.
- 13 вересня турецький султан Мустафа III ліквідував сербський патріархат.
- У Чилі почалося повстання мапуче.

### Наука та культура
- Вперше виділено водень (Генрі Кавендіш).
- Леонард Ейлер повернувся в Санкт-Петербург, а в Берліні його замінив Жозеф-Луї Лагранж.
- Джеймс Крісті-старший провів перший аукціон Крістіз.
- Вундеркінд Вольфганг Амадей Моцарт повернувся в Зальцбург після успішного турне Європою.
- Засновано Ратґерський університет.
- У Швеції вперше у світі ухвалено закон, який забороняв цензуру.
- Вперше надруковано «Ляо-чжай-чжи-і» Пу Сунліна. Раніше ця збірка існувала лише в рукописах.

### Зникли
- Барське герцогство
- Лотаринзьке герцогство

## Народились
див. також Категорія:Народились 1766
- 14 лютого — Томас Роберт Мальтус, англійський економіст, демограф, філософ
- 10 квітня — Джон Леслі, шотландський фізик і математик
- 6 серпня — Вільям Воластон, англійський природознавець.
- 6 вересня — Джон Дальтон, англійський хімік і фізик
- 14 вересня — Арман Емманюель дю Плессі Рішельє, французький герцог, міністр Людовика XVIII, градоначальник Одеси

## Померли
див. також Категорія:Померли 1766
- Джеймс Квін[en] (1693—1766) — англійський актор ірландського походження.[1]